# Middelste Huis Lüneburg
Het Middelste Huis Lüneburg (Duits: Mittleres Haus Lüneburg) was een linie van de Duitse Welfen-dynastie die van de 14e tot de vroege 17e eeuw regeerde over het vorstendom Lüneburg. De stamvader van de linie was Bernhard I. Alle vorsten voerden de titel hertog van Brunswijk en Lüneburg, ongeacht de gebieden waar ze daadwerkelijk over heersten.

## Stamboom
- Bernhard I († 1434), vorst van Lüneburg
  Margaretha († 1418), dochter van Wenceslaus van Saksen
  - Otto IV († 1445), vorst van Lüneburg
  Elisabeth († 1468), dochter van Herman VII van Eberstein
  - Frederik de Vrome († 1478), vorst van Lüneburg
  Magdalena (ca. 1412–1454), dochter van Frederik I van Brandenburg
    - Bernhard II († 1464), prins-bisschop van Hildesheim en vorst van Lüneburg
    - Otto II († 1471), vorst van Lüneburg
  Anna (1441–1513), dochter van Jan IV van Nassau
      - Hendrik de Middelste (1468–1532), vorst van Lüneburg
  Margaretha (1469–1528), dochter van Ernst van Saksen
        - Elisabeth (1494–1572)  Karel van Gelre (1467–1538)
        - Otto I (1494–1549), vorst van Lüneburg en Harburg
  Meta von Campe (†1580)

        - Ernst I (1497–1546), vorst van Lüneburg
  Sophia (1508–1541), dochter van Hendrik V van Mecklenburg
          - Frans Otto (1530–1559), vorst van Lüneburg
  Elisabeth Magdalena (1537–1595), dochter van Joachim II Hector van Brandenburg
          - Frederik (1532–1553)
          - Hendrik (1533–1598), vorst van Lüneburg en Dannenberg
  Ursula († 1620), dochter van Frans I van Saksen-Lauenburg
            - Julius Ernst (1571–1636), vorst van Dannenberg
 1  Maria (1582–1616), dochter van Edzard II van Oost-Friesland
 2  Sybilla (1584–1652), dochter van Willem de Jongere van Brunswijk-Lüneburg
              -  Maria Catharina (1616–1665)  Adolf Frederik I van Mecklenburg (1588–1658)

            - Frans (1572–1601), kanunnik in Straatsburg
            - Sybilla Elisabeth (1576–1630)  Anton II van Delmenhorst (1550–1619)
            - Sidonia (1577–1645)
            -  August de Jongere (1579–1666), vorst van Brunswijk-Wolfenbüttel
 1  Clara Maria (1574–1623), dochter van Bogislaw XIII van Pommeren
 2  Sophia Dorothea (1607–1643), dochter van Rudolf van Anhalt-Zerbst
 3  Sophia Elisabeth (1613–1676), dochter van Johan Albrecht II van Mecklenburg
              - Zie: Nieuwe Huis Brunswijk

          - Margaretha (1534–1596)
          - Willem de Jongere (1535–1592), vorst van Lüneburg
  Dorothea (1546–1617), dochter van Christiaan III van Denemarken
            - Sophia (1563–1639)  George Frederik I van Brandenburg-Ansbach (1539–1603)
            - Ernst II (1564–1611), vorst van Lüneburg
            - Elisabeth (1565–1621)  Frederik van Hohenlohe-Langenburg (1553–1590)
            - Christiaan (1566–1633), prins-bisschop van Minden en vorst van Lüneburg
            - August de Oudere (1568–1636), prins-bisschop van Ratzeburg en vorst van Lüneburg
            - Dorothea (1570–1649)  Karel I van Palts-Birkenfeld (1560–1600)
            - Clara (1571–1658)  Willem van Schwarzburg (1534–1598)
            - Anna Ursula (1572–1601)
            - Margaretha (1573–1643)  Johan Casimir van Saksen-Coburg (1564–1633)
            - Frederik (1574–1648), vorst van Lüneburg
            - Maria (1575–1610)
            - Magnus (1577–1632)
            - George (1582–1641), vorst van Calenberg
  Anna Eleonora (1601–1659), dochter van Lodewijk V van Hessen-Darmstadt
              - Zie: Nieuwe Huis Lüneburg

            - Johan (1583–1628)
            - Sybilla (1584–1632)  Julius Ernst van Brunswijk-Dannenberg (1571–1636)

          - Elisabeth Ursula (1539–1586)  Otto IV van Schaumburg (1517–1576)
          - Magdalena Sophia (1540–1586)
          - Sophia (1541–1631)

        - Appolonia (1499–1571), non
        - Anna (1502–1568)  Barnim IX van Pommeren (1501–1573)
        -  Frans (1508–1549), vorst van Lüneburg en Gifhorn
  Clara (1518–1576), dochter van Magnus I van Saksen-Lauenburg
          - Catharina (1548–1565)  Hendrik VI van Plauen (1536–1572)
          - Clara (1550–1598) 1  Bernhard VII van Anhalt (1540–1570) 2  Bogislaw XIII van Pommeren (1544–1606)

    - Margaretha (1442–1512)  Hendrik van Mecklenburg-Stargard († 1466)

  -  Catharina († 1429)  Casimir IV van Pommeren (ca. 1380–1435)